# Ella (nummer van Álvaro Soler)
Ella is een single uitgebracht door de Spaans-Duitse zanger Álvaro Soler op 17 augustus 2018. Het is de tweede single, na La Cintura, uit zijn tweede studioalbum Mar de Colores. Het Spaanse nummer Ella van Álvaro Soler kwam uit voor digitale download en streaming op 17 augustus, 3 weken voor de releasedatum van zijn CD Mar de Colores op 7 september, en werd pas later, op 13 november 2018, officieel gelanceerd op de radio. Alvaro schreef het nummer in 2017 toen hij op tour was in Europa, en het werd geproduceerd in Miami en in Berlijn.

## Videoclip
Ook op 17 augustus 2018 werd de officiële videoclip voor het nummer Ella uitgebracht op Álvaro Soler's kanaal op Youtube, Alvaro Soler Vevo. De video werd opgenomen in juli 2018 in Marostica, Barcelona en Bilbao tijdens Álvaro's zomertour door Italië en Spanje met als achtergrond de mooie locaties waar zijn concerten plaatsvonden.

## Formaten

### Digitale download
Ella - single - 3:32 

### CD Mar de Colores
Ella - track - 3:32  